# Елферсхаузен
Елферсхаузен (на немски: Elfershausen) е община (Marktgemeinde) в Бавария, Германия с 2853 жители (към 31 декември 2016).
- Дворецът Елферсхаузен